# Ted de tapper
Ted de tapper is een single van de Nederlandse zanger Nico Haak uit 1977. Het stond in hetzelfde jaar als eerste track op het album Haak is de naam.

## Achtergrond
Ted de tapper is geschreven door Peter Koelewijn en Nico Haak en geproduceerd door Koelewijn. Het nummer gaat over een tapdanser genaamd Ted (en dus niet over een tapper in de betekenis van barman). In het nummer is het geluid van een tapdanser te horen.
Het is de eerste single van Haak als soloartiest. Haak had eerder met Nico Haak en de Paniekzaaiers al een lied gezongen over een dansend persoon, Foxy foxtrot. In 1978 kreeg hij van de Nederlandse Vereniging van Dansleraren de Zilveren Schoen wegens zijn bijdrage aan het verhogen van de populariteit van dansen door de twee nummers Ted de tapper en Foxy foxtrot.

## Hitnoteringen
De single was alleen in Nederland succesvol. In de Nationale Hitparade stond het twee weken genoteerd met de 24e plek als hoogste positie. In de Top 40 was het weliswaar langer te vinden, vier weken, maar kwam het slechts tot de 29e plaats.